# Plestia Alaqad
Plestia Alaqad (àrab: بلستيا العقاد, Blastiyā al-ʿAqad) (Khan Yunis, 10 de desembre de 2001) és una periodista i poeta palestina. Va guanyar l'atenció internacional per la seva cobertura diària de la guerra entre Israel i Hamàs, que va començar el 7 d'octubre de 2023, a través dels seus perfils en xarxes socials.
El novembre de 2023, a mesura que la invasió israeliana de la Franja de Gaza s'intensificava, Alaqad i la seva família van fugir a Egipte i després a Austràlia, on va continuar tractant el conflicte israelià-palestí.

## Primera vida i educació
Alaqad va néixer el 10 de desembre de 2001 i va créixer a la Franja de Gaza. Té un germà gran i una germana petita. La seva mare és l'antiga directora de l'American International School a l'escola secundària de Gaza. El seu pare treballa a l'estranger. Va assistir a l'American International School a la ciutat de Beit Lahia, i posteriorment es va matricular a la Eastern Mediterranean University en el que és de facto Xipre del Nord per estudiar nous mitjans i periodisme, graduant-se el 2022.
L'agost de 2024, Alaqad va guanyar la beca commemorativa Shireen Abu Akleh per cursar un màster en arts (MA) en estudis de mitjans a la Universitat Americana de Beirut al Líban.

## Carrera
Alaqad va treballar anteriorment com a professional de recursos humans en una agència de màrqueting mentre reunia un petit seguiment en línia a Instagram durant el seu temps lliure. També realitzava regularment formació en mitjans de comunicació, a més de dedicar-se al periodisme autònom. Abans de la guerra entre Israel i Hamàs, el contingut en línia d'Alaqad consistia principalment en contingut de viatges, que cobria llocs com Xipre i Turquia.

### Invasió israeliana de la Franja de Gaza
Alaqad, acabada de graduar per la Universitat de la Mediterrània Oriental, havia de començar una nova feina el 8 d'octubre de 2023. Tanmateix, el 7 d'octubre de 2023, l'Atacs del 7 d'octubre a Israel va desencadenar la que es convertiria en la guerra més mortífera del Conflicte arabo-israelià. Poc després que el govern israelià declarés que imposava un bloqueig total a la Franja de Gaza, Alaqad va començar a documentar els efectes de la campanya de bombardeig israelià i va publicar els diaris de vídeo al seu compte d'Instagram. El 3 de novembre, havia acumulat 2,1 milions de seguidors a Instagram, i aquesta xifra es va duplicar el 22 de novembre. Els vídeos d'Alaqad han estat compartits per l'Australian Broadcasting Corporation, la British Broadcasting Corporation, Business Today, The Independent, The New York Times, PBS NewsHour, i The Washington Post. També va ser entrevistada pel GB News Breakfast Show per a una investigació sobre com les vides dels habitants de Gaza s'havien vist afectades per la guerra.
A la llum de la intensitat de l'ofensiva de l'exèrcit israelià i de l'elevat nombre de morts palestines que l'acompanya, Alaqad ha acusat Israel de fer una guerra genocida contra el poble palestí. També ha afirmat que les seves experiències amb la guerra entre Israel i Hamàs l'han portat a entendre les emocions del seu difunt avi davant l'expulsió i la fugida palestina de 1948, que es coneix com la Nakba a la societat palestina.

### Des que va sortir de Gaza
El 22 de novembre de 2023, aproximadament un mes després de la invasió israeliana de la Franja de Gaza, Alaqad i la seva família van fugir a Egipte pel Pas fronterer de Rafah  i després, uns dies després, a Austràlia, després d'haver obtingut visats a través de el seu oncle. En un vídeo posterior, Alaqad, resident a Melbourne, va explicar que va optar per abandonar la Franja de Gaza perquè temia que el seu periodisme estigués posant la seva família en perill immediat.
El febrer de 2024, Alaqad va participar al Bankstown Poetry Slam a la ciutat de Sydney, on va presentar la poesia que havia escrit sobre la guerra al seu diari mentre estava a la Franja de Gaza.
En una subhasta de sis bandes, Pan Macmillan va guanyar els drets per publicar el llibre debut d'Alaqad The Eyes of Gaza, una sèrie d'extractes de diari, el 2025.

## Premis
El desembre de 2024, Plestia Alaqad va ser inclosa a la llista de les 100 dones de la BBC i va compartir el premi inaugural del defensor dels drets humans d'Amnistia Internacional Austràlia amb els periodistes palestins Bisan Owda, Anas Al-Sharif i Ahmed Shihab-Eldin.

## Publicació
- Alaqad, Plestia. The Eyes of Gaza (en anglès).  Pan Macmillan, 2025. ISBN 978-1-0350-7028-2.